# Амра Садікович
Амра Садікович (нар. 6 травня 1989) — колишня швейцарська тенісистка.
Найвищу одиночну позицію світового рейтингу — 126 місце досягла 18 липня 2016, парну — 135 місце — 10 жовтня 2016 року.
Здобула 8 одиночних та 15 парних титулів туру ITF.
Завершила кар'єру 2019 року.

## Фінали ITF

### Одиночний розряд: 13 (8–5)
| Легенда          |
| ---------------- |
| турніри $100,000 |
| турніри $75,000  |
| турніри $50,000  |
| турніри $25,000  |
| турніри $10,000  |

| Фінали за покриттям |
| ------------------- |
| Тверде (2–2)        |
| Ґрунт (3–2)         |
| Трава (0–0)         |
| Килим (3–1)         |

| Результат | Ранг | Дата              | Турнір                      | Покриття   | Суперниця              | Рахунок          |
| --------- | ---- | ----------------- | --------------------------- | ---------- | ---------------------- | ---------------- |
| Перемога  | 1.   | 16 червня 2008    | ITF Давос, Швейцарія        | Ґрунт      | Міхаела Похабова       | 7–6(5), 7–6(3)   |
| Поразка   | 1.   | 15 червня 2009    | ITF Ленцергайде, Швейцарія  | Ґрунт      | Мішелль Герардс        | 2–6, 5–7         |
| Перемога  | 2.   | 15 березня 2010   | ITF Ветцікон, Швейцарія     | Килим (i)  | Ніна Зандер            | 7–5, 7–5         |
| Перемога  | 3.   | 16 серпня 2010    | ITF Інсбрук, Австрія        | Ґрунт      | Еллен Баррі            | 6–4, 6–2         |
| Поразка   | 2.   | 14 лютого 2011    | ITF Албуфейра, Португалія   | Тверде     | Леслі Керкгове         | 6–3, 5–7, 2–6    |
| Поразка   | 3.   | 20 червня 2011    | ITF Ленцергайде, Швейцарія  | Ґрунт      | Ані Міячика            | 3–6, 6–3, 3–6    |
| Перемога  | 4.   | 31 жовтня 2011    | Toronto Challenger, Канада  | Тверде (i) | Габріела Дабровскі     | 6–4, 6–2         |
| Перемога  | 5.   | 28 листопада 2011 | ITF Vendryně, Чехія         | Тверде (i) | Кароліна Плішкова      | 5–7, 6–1, 7–6(5) |
| Перемога  | 6.   | 26 березня 2012   | ITF Fällanden, Швейцарія    | Килим (i)  | Зара-Ребекка Секуліч   | 6–3, 6–2         |
| Перемога  | 7.   | 30 квітня 2012    | ITF К'яссо, Швейцарія       | Ґрунт      | Тереза Мрдежа          | 6–3, 6–3         |
| Перемога  | 8.   | 12 листопада 2012 | ITF Гельсінкі, Фінляндія    | Килим (i)  | Анна Кароліна Шмідлова | 6–4, 6–0         |
| Поразка   | 4.   | 19 жовтня 2015    | Saguenay Challenger, Канада | Тверде (i) | Йована Якшич           | 3–6, 7–6(5), 1–6 |
| Поразка   | 5.   | 22 лютого 2016    | ITF Кройцлінген, Швейцарія  | Килим (i)  | Крістіна Плішкова      | 6–7(4), 6–7(3)   |

### Парний розряд: 34 (15–19)
| Легенда            |
| ------------------ |
| турніри $100,000   |
| $75/80,000 турніри |
| $50/60,000 турніри |
| турніри $25,000    |
| турніри $10,000    |

| Фінали за покриттям |
| ------------------- |
| Тверде (3–7)        |
| Ґрунт (6–10)        |
| Трава (0–0)         |
| Килим (6–2)         |

| Результат | Ранг | Дата             | Турнір                          | Покриття   | Партнерка         | Суперниці                              | Рахунок              |
| --------- | ---- | ---------------- | ------------------------------- | ---------- | ----------------- | -------------------------------------- | -------------------- |
| Поразка   | 1.   | 26 вересня 2006  | ITF Салоніки, Греція            | Ґрунт      | Штефані Феґеле    | Ніколе Клеріко Олександра Панова       | 4–6, 6–7(8)          |
| Поразка   | 2.   | 11 червня 2007   | ITF Ленцергайде, Швейцарія      | Ґрунт      | Паола Спров'єрі   | Ева-Марія Гох Лаура Зігемунд           | 4–6, 3–6             |
| Поразка   | 3.   | 10 вересня 2007  | ITF Інсбрук, Австрія            | Ґрунт      | Карін Гехенберґер | Астрід Бессер Моніка Коханова          | 5–7, 5–7             |
| Поразка   | 4.   | 1 жовтня 2007    | ITF Кастель-Гандольфо, Італія   | Ґрунт      | Штефані Гайднер   | Стефанія К'єппа Джулія Гатто-Монтіконе | 2–3 ret.             |
| Перемога  | 1.   | 14 квітня 2008   | ITF Бол, Хорватія               | Ґрунт      | Наомі Броді       | Тина Обрез Аня Прислан                 | 6–4, 6–3             |
| Поразка   | 5.   | 14 вересня 2008  | ITF Казале-Монферрато, Італія   | Ґрунт      | Ніколь Рінер      | Катаріна Феррейра Оксана Калашникова   | 5–7, 6–7(5)          |
| Поразка   | 6.   | 15 червня 2009   | ITF Ленцергайде, Швейцарія      | Ґрунт      | Ксенія Кнолль     | Мішелль Герардс Марселла Кук           | 3–6, 3–6             |
| Перемога  | 2.   | 22 червня 2009   | ITF Давос, Швейцарія            | Ґрунт      | Ксенія Нолл       | Марселла Кук Ліза Сабіно               | 7–5, 6–1             |
| Поразка   | 7.   | 20 липня 2009    | ITF Горб, Німеччина             | Ґрунт      | Аня Прислан       | Мішелль Герардс Марселла Кук           | 6–7(6), 1–6          |
| Перемога  | 3.   | 8 березня 2010   | ITF Бухен, Німеччина            | Килим (i)  | Ірина Бурячок     | Сімона Добра Тереза Гладікова          | 7–5, 6–3             |
| Перемога  | 4.   | 15 березня 2010  | ITF Ветцікон, Швейцарія         | Килим (i)  | Ксенія Нолл       | Сімона Добра Тереза Гладікова          | 6–4, 7–6(5)          |
| Поразка   | 8.   | 21 червня 2010   | ITF Давос, Швейцарія            | Ґрунт      | Сара Мундір       | Аманда Елліотт Емелін Старр            | 1–6, 2–6             |
| Поразка   | 9.   | 16 серпня 2010   | ITF Інсбрук, Австрія            | Ґрунт      | Ксенія Нолл       | Вікторія Ларр'єр Еліксан Лекемія       | w/o                  |
| Перемога  | 5.   | 21 лютого 2011   | ITF Портіман, Португалія        | Тверде     | Ані Міячика       | Ксенія Господінова Деяна Райкович      | 6–1, 7–6(4)          |
| Перемога  | 6.   | 14 березня 2011  | ITF Fällanden, Швейцарія        | Килим (i)  | Ксенія Нолл       | Даліла Якупович Аня Прислан            | 6–3, 6–3             |
| Перемога  | 7.   | 4 квітня 2011    | ITF Шибеник, Хорватія           | Ґрунт      | Матея Кралєвич    | Сімона Добра Тереза Гладікова          | 7–5, 6–3             |
| Перемога  | 8.   | 20 червня 2011   | ITF Ленцергайде, Швейцарія      | Ґрунт      | Ані Міячика       | Нікола Гофманова Романа Табак          | 4–6, 6–2, [10–4]     |
| Перемога  | 9.   | 26 березня 2012  | ITF Fällanden, Швейцарія        | Килим (i)  | Ксенія Нолл       | Лара Мішель Емілі Веблі-Сміт           | 6–7(3), 6–4, [12–10] |
| Перемога  | 10.  | 22 жовтня 2012   | ITF Ісманінг, Німеччина         | Килим (i)  | Роміна Опранді    | Джилл Крейбас Ева Грдінова             | 4–6, 6–3, [10–7]     |
| Поразка   | 10.  | 5 листопада 2012 | ITF Екердревіль, Франція        | Тверде (i) | Ана Врлич         | Магда Лінетт Катажина Пітер            | 4–6, 6–7(4)          |
| Перемога  | 11.  | 21 січня 2013    | Open Андрезьє-Бутеон, Франція   | Тверде (i) | Ана Врлич         | Маргарита Гаспарян Ольга Савчук        | 5–7, 7–5, [10–4]     |
| Поразка   | 11.  | 4 березня 2013   | ITF Ірапуато, Мексика           | Тверде     | Александра Крунич | Алла Кудрявцева Ольга Савчук           | 6–4, 2–6, [6–10]     |
| Поразка   | 12.  | 17 лютого 2014   | ITF Кройцлінген, Швейцарія      | Килим (i)  | Александра Крунич | Ева Бірнерова Міхаелла Крайчек         | 1–6, 6–4, [6–10]     |
| Поразка   | 13.  | 31 березня 2014  | ITF Еджбастон, Англія           | Тверде (i) | Магда Лінетт      | Джоселін Рей Анна Сміт                 | 6–3, 5–7, [4–10]     |
| Поразка   | 14.  | 24 серпня 2015   | ITF Мамая, Румунія              | Ґрунт      | Ксенія Нолл       | Анастасія Комардіна Сопія Шапатава     | 3–6, 7–5, [8–10]     |
| Поразка   | 15.  | 1 лютого 2016    | ITF Гренобль, Франція           | Тверде (i) | Лідія Морозова    | Манон Арканьйолі Алізе Лім             | 5–7, 2–6             |
| Перемога  | 12.  | 22 лютого 2016   | ITF Кройцлінген, Швейцарія      | Килим (i)  | Антонія Лоттнер   | Тена Лукас Бернарда Пера               | 5–7, 6–2, [10–5]     |
| Перемога  | 13.  | 24 червня 2017   | ITF Ленцергайде, Швейцарія      | Ґрунт      | Ніна Штадлер      | Габріела Се Каталіна Пелла             | 2–6, 6–4, [10–1]     |
| Перемога  | 14.  | 20 серпня 2017   | Montreux Ladies Open, Швейцарія | Ґрунт      | Ксенія Нолл       | Міхаела Гончова Ізабелла Шинікова      | 6–2, 7–5             |
| Поразка   | 16.  | 24 вересня 2017  | ITF Albuquerque, США            | Тверде     | Вікторія Голубич  | Конні Перрен Тара Мур                  | 3–6, 3–6             |
| Поразка   | 17.  | 1 жовтня 2017    | Templeton Open, США             | Тверде     | Вікторія Голубич  | Кейтлін Крістіан Джуліана Ольмос       | 5–7, 3–6             |
| Поразка   | 18.  | 21 жовтня 2017   | ITF Флоренс, США                | Тверде     | Тара Мур          | Марія Санчес Тейлор Таунсенд           | 1–6, 2–6             |
| Перемога  | 15.  | 9 лютого 2018    | ITF Гренобль, Франція           | Тверде (i) | Ева Ваканно       | Естель Касіно Еліксан Лекемія          | 4–6, 6–1, [10–6]     |
| Поразка   | 19.  | 13 травня 2018   | Fukuoka International, Японія   | Килим      | Тара Мур          | Наомі Броді Ейжа Мугаммад              | 2–6, 0–6             |